# جدة سوبر دوم
جدة سوبر دوم هي ثاني قبة في مدينة جدة بعد قبة جدة (جدة دوم)، وهي أكبر قبة بلا أعمدة في العالم. دشنت القبة في يونيو 2021، وتقع على طريق المدينة المنورة غرب مدينة الملك عبد الله الرياضية. دخلت موسوعة غينيس للأرقام القياسية كأكبر قبة بلا أعمدة في العالم، وتبلغ المساحة الداخلية للقبة 34 ألف متر مربع، وبارتفاع 46 متراً، وقطرها 210 أمتار، وتتسع لـ5,200 موقف سيارات. خُصِصَت جدة سوبر دوم لاستضافة المعارض والفعاليات والمؤتمرات العالمية والمحلية.
في 18 يونيو، استضافت القبة أول حدث، حيث كان حدثًا غنائيًا بحضور عمرو دياب. في 25 يونيو، أقيم حفل غنائي بحضور محمد حماقي.